# Кето, Хуго
Хуго Оливер Кето (англ. Hugo Oliver Keto; род. 9 февраля 1998, Хельсинки) — финский футболист, вратарь шведского «Вернаму».

## Клубная карьера
Начинал заниматься футболом в школах клубов «Хонка» и ХИК. В июле 2014 года перешёл в академию лондонского «Арсенала». Спустя четыре года присоединился к молодёжной команде другого английского клуба — «Брайтон энд Хоув Альбион». В феврале 2019 года на правах аренды до конца сезона перешёл в ирландский «Уотерфорд». 1 марта в его составе дебютировал в чемпионате Ирландии в матче против «Богемиана».
В июне 2020 года вернулся в Финляндию, где подписал контракт с ХИК. Вначале выступал за «Клуби 04», вторую команду клуба, а затем и за основную. Вместе с ХИК дважды становился чемпионом Финляндии. В январе 2022 года перебрался в норвежский «Саннефьорд», с которым подписал трёхлетний контракт. Первую игру за новый клуб провёл 4 мая в матче первого раунда кубка страны с «Хальсеном».
26 января 2025 года стал игроком шведского «Вернаму», с которым подписал контракт, рассчитанный на три года.

## Карьера в сборной
Играл за юношеские сборные Финляндии различных возрастов. В 2017 году начал выступать в молодёжной сборной. В её составе дебютировал 1 сентября в товарищеском матче с Австрией.
В январе 2018 года впервые был вызван в национальную сборную Финляндии на товарищеский матч с Иорданией, но на поле не появился. В октябре и ноябре 2023 года также вызывался в состав сборной на отборочные матчи чемпионата Европы